# 三菱Silver Pigeon

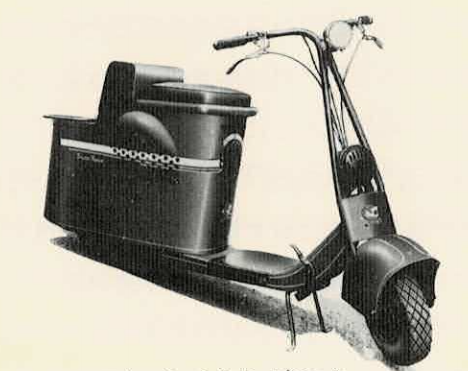
三菱Silver Pigeon

三菱Silver Pigeon（日语：三菱・シルバーピジョン）乃1946年至1964年間由日本中日本重工業（→新三菱重工業→今三菱重工業）開發製造的速克達車系名稱。總共生產了約46萬3千輛，其中賣得最好的是1960年出品的C-200型，總共賣出大約3萬8千台。

## 概要
太平洋戰爭戰敗之後，從三菱財閥拆分出來的中日本重工業重新出發，其麾下的名古屋製作所製造的「三菱Silver Pigeon」便是經典範例。該款速克達與同公司水島製作所開發的三輪卡車三菱Mizushima、東洋工業（馬自達汽車前身）開發的三輪卡車馬自達MAZDA號、以及富士重工業（中島飛機前身）生產的富士兔子速克達，成為戰後庶民百姓的代步工具。
主導開發工作的總技師是丸山康次郎，他自專修學校（專修大學前身）畢業後，明治42年（1909年）遠渡重洋到美國通用汽車任職了32年，然後昭和15年（1940年）返回日本。歸國時他帶回塞爾斯伯里Motor Glide（Salsbury Motor Glide）速克達的設計圖紙，在中日本重工業的岐阜縣大垣市製作所進行研究。1946年8月開發出第一輛試作車、12月完成量產車，稱之為「扶桑C-10型」。配置112c.c.氣冷式OHV單汽缸四衝程NE10型引擎，可輸出1.5ps / 3,500rpm的最大馬力，極速可達50km/hr。鋼材與橡膠等原料皆是戰後遺留的廢品，輪胎則使用軍機的後輪。1948年改良的C-11型，曾與主要對手富士兔子速克達S-12型共同進貢給日本皇室。1954年本田技研工業發表本田Juno，使得速克達市場的競爭日趨白熱化，不過從1950年至1964年之間Silver Pigeon仍能維持45%左右的市場佔有率。
然而1961年問世的三菱360在市場上叫好又叫座，新三菱重工業旗下的水島製作所開始將三輪卡車Mizushima、Leo的生產線改成四輪汽車。1964年三菱日本重工業、三菱造船、新三菱重工業等三家公司再度整合成三菱重工業，於是最終車型C-140型、C-240型終於停產。

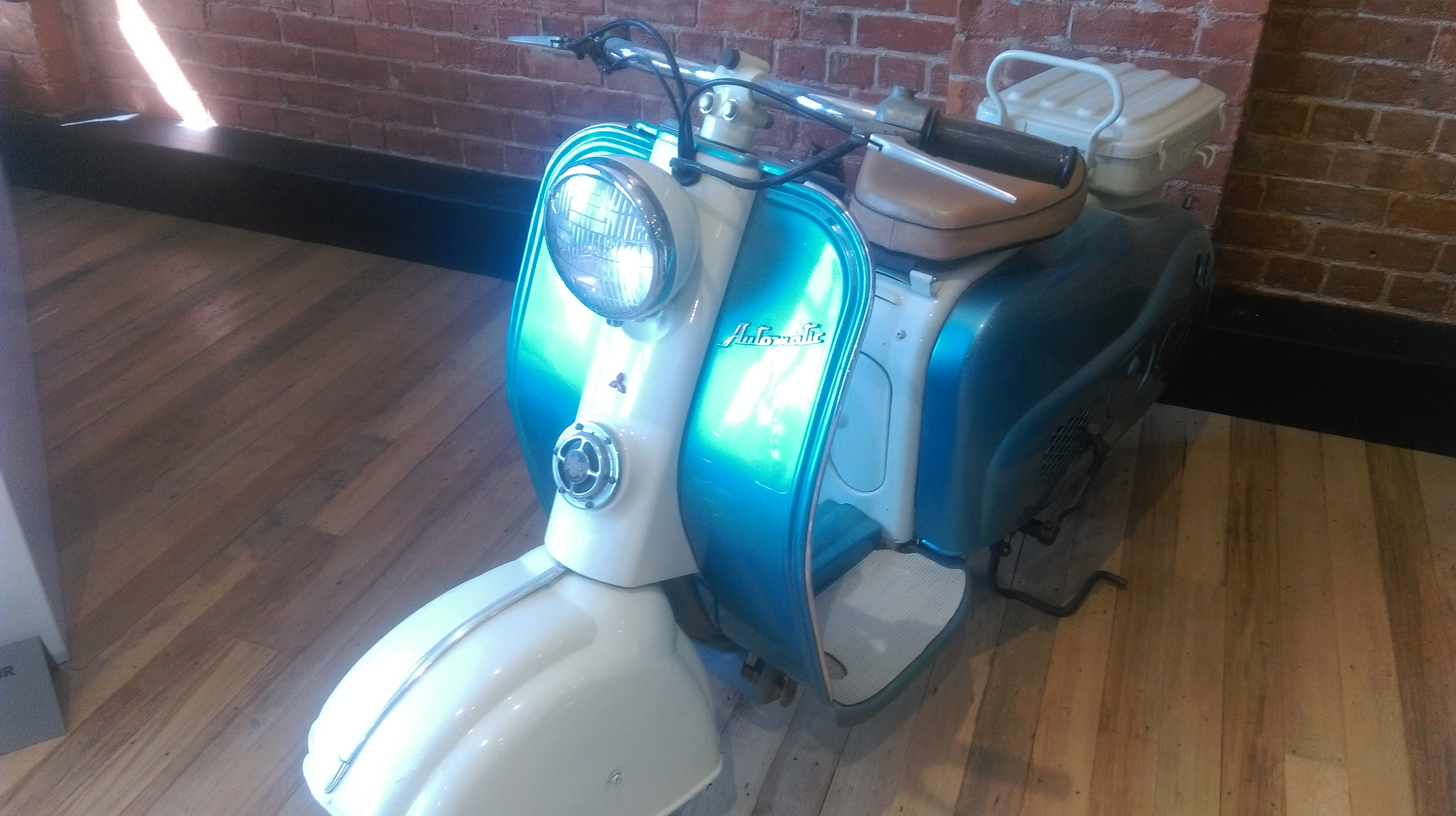

## 車型一覽
| 發售年月   | 型式    | 主要規格 |
| ---------- | ------- | --- |
| 1946年12月 | C-10型  | 112c.c.氣冷式OHV單汽缸四衝程NE10型引擎，可輸出1.5ps / 3,500rpm的最大馬力，極速可達50km/hr |
| 1948年     | C-11型  | 曾進貢給日本皇室 |
| 1948年3月  | C-21型  | 148c.c.氣冷式OHV單汽缸四衝程NE20型引擎，可輸出3.0ps / 3,500rpm的最大馬力 |
| 1949年9月  | C-13型  | C-10型的後繼車型，日本速克達車壇首輛採用伸縮前叉之設計 |
| 1951年12月 | C-25型  | 123c.c.氣冷式OHV單汽缸四衝程引擎，可輸出2.0ps，流線型車身以C-21型為底改造而成 |
| 1953年     | C-26型  | 動力來源同C-25型，車身設計大幅度改良 |
| 1953年3月  | C-35型  | 175c.c.氣冷式OHV單汽缸四衝程NE30型引擎，可輸出3.5ps |
| 1954年9月  | C-57型  | 192c.c.氣冷式OHV單汽缸四衝程NE4A型引擎，可輸出4.3ps，極速可達70km/hr，改良自動變速器，並具備方向燈；此外C-57Ⅱ型屬於改良款                                                                                                |
| 1955年5月  | C-70型  | 124.7c.c.氣冷式OHV單汽缸四衝程NE7A型引擎，可輸出3.6ps / 4,200rpm，極速可達60km/hr |
| 1955年9月  | C-57Ⅱ型 | 屬於C-57型的改良款，後輪為無內胎輪胎 |
| 1956年6月  | C-90型  | 屬於C-57型的大改款 |
| 1957年     | C-90型  | 200c.c.氣冷式OHV單汽缸四衝程引擎，可輸出6ps |
| 1957年10月 | C-73型  | 屬於C-70型的發展車型 |
| 1957年11月 | C-80型  | 125c.c.氣冷式OHV單汽缸四衝程NE8B型引擎，可輸出5.0ps / 5,500rpm，極速可達70km/hr |
| 1958年     | C-93型  | 210c.c.氣冷式OHV單汽缸四衝程引擎，可輸出7ps |
| 1959年4月  | C-110型 | 175c.c.氣冷式OHV單汽缸四衝程引擎，可輸出8.5ps / 6,000rpm，極速可達88km/hr |
| 1959年8月  | C-200型 | 125c.c.氣冷式OHV單汽缸四衝程NE8D型引擎，可輸出5.5ps，極速可達72km/hr |
| 1960年1月  | C-300型 | 123c.c.氣冷式OHV單汽缸四衝程NE23型引擎，可輸出5.5ps / 5,400rpm，極速可達70km/hr |
| 1960年4月  | C-111型 | 210.5c.c.氣冷式OHV單汽缸四衝程引擎，可輸出11.5ps / 6,000rpm，極速可達95km/hr |
| 1960年12月 | CL-10型 | 87c.c.氣冷式OHV單汽缸二衝程NE8D型引擎，可輸出5.0ps / 6,200rpm，極速可達75km/hr，車身首度採用塑膠部件，輕量化的結果使得車重只有80公斤                                                                                     |
| 1962年4月  | CM10型  | 這是新三菱重工業改良丸正汽車製造的「Lilac Moped AS-71」輕便摩托車而成，搭載50c.c.氣冷式OHV單汽缸二衝程NEA1型引擎，可輸出3.5ps，極速可達65km/hr，可說是三菱的三角皮帶自動變速器與丸正汽車製造的軸傳動技術結合而成的綜合體 |
| 1962年5月  | C-130型 | 123c.c.氣冷式OHV單汽缸二衝程引擎，可輸出8ps / 6,600rpm，極速可達92km/hr。該具為新開發的水平汽缸引擎，吊掛在開放式鋼管車架的中央                                                                                          |
| 1963年3月  | C-135型 | 屬於C-200型的輕量化車型 |
| 1963年11月 | C-140型 | 125c.c.氣冷式OHV二汽缸二衝程引擎，可輸出8ps / 7,500rpm，極速可達95km/hr |
| 1963年11月 | C-240型 | 143.7c.c.氣冷式OHV單汽缸四衝程引擎，可輸出9.2ps / 7,500rpm，極速可達100km/hr |

## 外部連結
- （日語）シルバーピジョン(スクーター) （页面存档备份，存于）
- （日語）シルバーピジョンC-10型（二輪車） （页面存档备份，存于）